# Гайос, Януш
Я́нуш Е́жи Га́йос (пол. Janusz Jerzy Gajos; род. 23 сентября 1939, Домброва-Гурнича) — польский актёр театра и кино.

## Биография
Януш Ежи Гайос родился в городке Домброва-Гурнича около Катовиц в первые дни немецкой оккупации Польши. На одиннадцатом году жизни Гайоса его семья поселилась в городе Бендзине, где Янош окончил начальную школу, а в 1957 году — III Общеобразовательный лицей. Учился актёрскому мастерству в бендзинском театре «Дзеци заглембя» под руководством Яна Дормана. Несколько раз пытался поступить в театральные школы Лодзи и Кракова, но не преуспел в этом. В 1960—1961 годах проходил военную службу.
В 1961 году поступил на актёрский факультет Высшей Государственной школы кинематографа, телевидения и театра в Лодзи, где учился до 1965 года, однако получил диплом лишь в 1971 году. Будучи ещё студентом, дебютировал в фильме Марии Каневской «Барышня в окошке» (1964) в роли Петрка. Начал сниматься в телесериале «Четыре танкиста и собака» в роли Янека Коса, сделавшей его знаменитым не только в Польше, но и в других странах социалистического лагеря. После окончания учёбы играл на сцене лодзинского Театра им. Стефана Ярача. В это время Гайос тяжело переживал свою популярность из-за всего только одной, хоть и очень яркой, роли.
В 1970 году Януш Гайос переехал в Варшаву, где работал в ряде столичных театров: театре «Комедия», Польском театре, театре «Квадрат» и Драматическом театре, в Театре Повшехном (с 1985 года), в Национальном театре (с 2003 года); также принимал участие в спектаклях Театра телевидения. Одновременно актёр продолжал сниматься и в кино. За ряд актёрских работ в фильмах удостоен призов как национальных, так и международных кинофестивалей.
С 2003 года преподаёт в лодзинской Высшей Государственной школе кинематографа, телевидения и театра; с 2006 года является членом редакционного совета Фонда «Центр национального творчества» (пол. Fundacja Centrum Twórczości Narodowej).

## Семья
Впервые женился во время съёмок фильма «Четыре танкиста и собака», когда с ним произошёл несчастный случай: в перерыве съёмок Януш задремал в высокой траве, и на него случайно наехал грузовик. С переломами Гайос провёл в больнице Вроцлава почти месяц. Там же была снята одна серия фильма под названием «Мост». В больнице встретил лаборантку Зосю, на которой женился. Брак был недолгим.
Вторая жена — Ева Мёдыньска, театральная актриса.
Третья жена Барбара Набялчик, телевизионный продюсер; родила дочь Агату.
Четвёртая жена —  Эльжбета Брожек, филолог. Эльжбета Брожек или Эльжбета Гайос стала женщиной его жизни, с которой Януш Гайос счастлив и по сей день.

## Избранная фильмография
- 1964 — Барышня в окошке
- 1965 — Капитан Сова идёт по следу (только в 3-й серии)
- 1966 — Барьер
- 1966 — Бич Божий
- 1966 — 1970 — Четыре танкиста и собака
- 1967 — Явка на Сальваторе
- 1972 — Декамерон-40 (Дары волхвов)
- 1975 — Бенямишек / Beniamiszek
- 1975 — 1977 — Сорокалетний
- 1976 — Беспредельные луга
- 1977 — Миллионер
- 1978 — Что ты мне сделаешь, когда поймаешь
- 1979 — Дирижёр
- 1980 — Контракт
- 1981 — Война миров. Следующее столетие
- 1981 — Лимузин Даймлер-Бенц
- 1981 — Человек из железа
- 1982 — Скучная история
- 1982 — Допрос
- 1983 — Альтернативы 4
- 1983 — Внутреннее состояние
- 1985 — Год спокойного солнца
- 1988 — Мастер и Маргарита (только в 3-й серии)
- 1989 — Декалог 4
- 1992 — Псы
- 1992 — Виновность невиновного, или Когда лучше спать
- 1993 — Когда разум спит
- 1993 — Эскадрон
- 1994 — Три цвета: Белый
- 1994 — Смерть как ломтик хлеба — Мёдек, председатель рабочего самоуправления шахты
- 1995 — Кроткая
- 1995 — Экстрадиция
- 1996 — Аквариум, или Одиночество шпиона — полковник Кравцов
- 1997 — С Новым Йорком!
- 1999 — Баловень удачи
- 2000 — Это я угнал
- 2000 — Последняя миссия
- 2002 — Шопен. Желание любви
- 2002 — Месть
- 2002 — Туда и обратно
- 2005 — Питбуль
- 2006 — Жасмин
- 2009 — Меньшее зло
- 2011 — Победитель
- 2013 — Закрытая система
- 2014 — Гражданин — камео
- 2015 — Тело
- 2017 — Самый лучший
- 2018 — Клир
- 2018 — Камердинер
- 2019 — Чистое золото

## Награды
- Командор ордена Возрождения Польши (18 октября 2002 года)[7]
- Командор со звездой ордена Возрождения Польши (13 января 2011 года)[8]
- «Маятник» Филипа Байона (приз за лучшую мужскую роль на Фестивале польских художественных фильмов в Гданьске, 1980 год)
- «Допрос» Рышарда Бугайского (приз за лучшую мужскую роль на фестивале в Гдыне, 1990 год)
- «Когда разум спит» Марчина Зембиньского (приз за лучшую роль второго плана в Гдыне, 1993 год).
- «Побег из кинотеатра «Свобода»» Войцеха Марчевского (приз в номинации «лучший актёр» на Международном кинофестивале в Бургосе в Испании, 1994 год)
- «Жасмин» (Премия Польской киноакадемии «Орёл» за роль Брата Здровко в фильме «Жасмин» (2006), 2007 год).